# アーク・ロイヤル (たばこ)
アーク・ロイヤル（ARK ROYAL）はウルグアイのモンテパス社の紙巻きたばこのブランド及び商品名。 

## 概要
もともとは売れ残ったパイプたばこの葉を紙巻にして再利用したものが始まりと言われている。
バニラの甘い香りと、パイプたばこの風味が特徴のブランド。PIPE TOBACCO FILTER CIGARETTESと銘打っており、パイプたばこの葉とプレーンフィルターの組み合わせとなっている。代表商品の「アーク・ロイヤル」を始めとして、現在5種類の香りのバリエーションを展開している。
名前の由来は、イギリス海軍の航空母艦「アーク・ロイヤル (HMS Ark Royal)」から。
日本での輸入代理店は日辰貿易株式会社。小売店マージンは18パーセントでJTのタバコの10パーセントよりも高い。製造社は Compania Industrial de Tabacos Monte-Paz S.A.であり商標所有者はヨハネース・ニボエール (Johannes Nieboer)である。
2010年12月に兄弟ブランド、「キャプテン・アーク」が日本国内での販売を開始した。